# Ochreinauclea
Ochreinauclea là một chi thực vật thuộc họ Rubiaceae. Chi này có các loài sau (tuy nhiên danh sách này có thể chưa đủ):
- Ochreinauclea missionis, (Wall. ex G. Don) Ridsd.